# Pampadromaeus barberenai
Pampadromaeus es un género de dinosaurio saurisquio sauropodomorfo basal que vivió a finales del período Triásico, hace unos 228 millones de años durante el Carniense, en lo que es hoy Suramérica. Fue hallado en Rio Grande do Sul, al sur de Brasil.

## Descripción

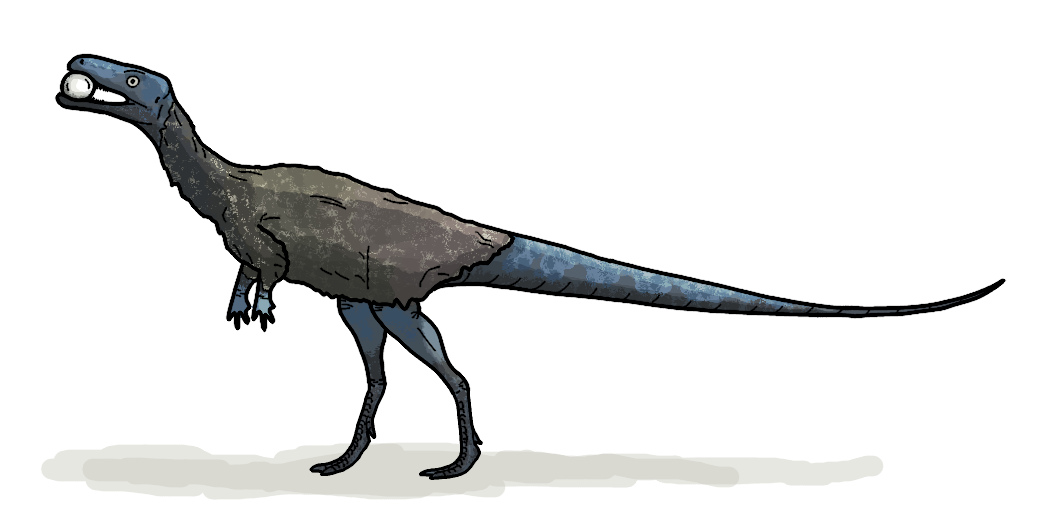
Recreación en vida.

Pampadromaeus era un pequeño animal bípedo. Muestra un mosaico de rasgos basales y derivados. Difiere de otros sauropodomorfos por una combinación de características, algunas de las cuales son compartidas con algunos miembros del grupo hermano de los Sauropodomorpha, los Theropoda: el premaxilar apunta hacia abajo formando un espacio subnarial con el maxilar y los dientes frontales no son aserrados; en el lugar donde los terópodos tienen la fenestra promaxillaris, se encuentra una pequeña depresión. Sus rasgos basales (primitivos) consisten en un cráneo grande, un fémur corto, la posesión de sólo dos vértebras sacras y la presencia de quince dientes en el pterigoideo.
Tenía cuatro dientes en el premaxilar y cerca de veinte en ambos maxilares y en la mandíbula para un total de ochenta y ocho. Los dientes son grandes, alargados, lanceolados, levemente recurvados, con punta afilada y groseramente aserrados. La espinilla era mucho más larga que el muslo, lo que indica que Pampadromaeus era un buen corredor.

## Descubrimiento e investigación
Pampadromaeus es conocido sólo a partir del espécimen holotipo ULBRA-PVT016, un esqueleto parcial desarticulado pero bien preservado de un único individuo que incluye la mayor parte de los huesos del cráneo que fuera recuperado de la biozona de Hyperodapedon de la formación Santa María en el geoparque de Paleorrota, que data de la época del Carniense de principios del Triásico Superior, hace cerca de 230-228 millones de años.

### Etimología
Pampadromaeus fue nombrado por Sergio F. Cabreira, César L. Schultz, Jonathas S. Bittencourt, Marina B. Soares, Daniel C. Fortier, Lúcio R. Silva y Max C. Langer en 2011. El nombre del género se deriva de la palabra quechua pampa, es decir "planicie", en referencia al actual paisaje del sitio, y el griego δρομεύς, dromeus, "corredor", refiriéndose a sus hábitos corredores; se usa la variante latinizada dromaeus. El nombre de la especie tipo P. barberenai es en honor al paleontólogo brasileño Mário Costa Barberena.

## Clasificación
Se encontró que Pampadromaeus es un sauropodomorfo basal en cuatro análisis cladísticos diferentes. Sin embargo, los descriptores enfatizaron que esta posición no estaba fuertemente apoyada, mostrando las dificultades para determinar las afinidades de tales formas tempranas con los Dinosauromorpha, Saurischia, Sauropodomorpha y Theropoda basales.